# Ulrich Peters (Pädagoge)
Ulrich Peters (* 12. Juli 1878 in Langenhanshagen, Pommern; † 21. Oktober 1939 in Bad Salzuflen auf einer Kur; vollständiger Name: Ulrich Adolf Friedrich Johannes Peters) war ein deutscher Historiker, Pädagoge sowie Leiter der Kieler Hochschule für Lehrerbildung. Er war der maßgebliche Vertreter einer deutschkundlichen Geschichtsdidaktik.

## Leben
Ulrich Peters war ein Sohn des Gutspächters Heinrich Peters. Nach dem Besuch der Vorschule 1885–1888 und des Gymnasiums studierte er ab 1897 Theologie, Geschichte und Philosophie in Greifswald, Erlangen, Bonn und Berlin. Er war 1903 bis 1904 Konrektor an der Stadtschule in Woldegk, ab 1905 als Gymnasiallehrer in Frankenhausen, wechselte nach Hamburg und wurde 1909 in Greifswald in mittelalterlicher Geschichte bei Ernst Bernheim promoviert. Ab 1914 leistete er während des Ersten Weltkrieges Heeresdienst bis zur Verwundung 1916.
In Hamburg unterrichtete er zunächst am Johanneum, dann am Wilhelm-Gymnasium, wo er 1920 eine Deutsche Oberschule einrichtete, einen Gymnasialzug mit den Fächern Deutsch und Geschichte als Kern. Beim Pädagogen Gustaf Deuchler wurde er ab 1924 Hochschulassistent und wechselte 1925 in das Hamburger Lehrerfortbildungsinstitut. Seit 1926 leitete Peters die Pädagogische Akademie Kiel infolge einer Neuordnung der preußischen Volksschullehrerbildung. Dort wurde er 1928 Professor. Nach der Machtübernahme der Nationalsozialisten wurde sie in eine Hochschule für Lehrerbildung (HfL) umgewandelt.
Der Hochschulleiter vertrat eine „deutschkundliche Pädagogik“ und eine „völkische Erziehung“, die er durch die nationalsozialistischen Vorstellungen einer „nationalpolitischen und rassischen Erziehung“ (1933) ergänzt sah. Im Anschluss an Wilhelm Dilthey sah er im Verstehen vor allem ein Erleben einer Ganzheit und eine Intuition. Damit grenzte er sich von einem rationalen Verständnis ab und bereitete der nationalsozialistischen Erziehung den Boden.
Direktor Peters und der Biologiedozent Paul Brohmer begrüßten die Ernennung Hitlers zum Reichskanzler zusammen mit nationalsozialistischen Studenten im Januar 1933 durch Hissen der Hakenkreuzflagge über dem Gebäude. Am 1. Mai 1933 trat Peters in die NSDAP ein und zeigte sich einverstanden mit den „personellen Veränderungen“, die sich durch das Gesetz zur Wiederherstellung des Berufsbeamtentums ergaben. Peters unterzeichnete im November 1933 das Bekenntnis der Professoren an den deutschen Universitäten und Hochschulen zu Adolf Hitler.
Der Theologe Albrecht Peters (1924–1987) war sein Sohn.

## Schriften (Auswahl)
Peters war ab 1925 Herausgeber der Zeitschrift für deutsche Bildung und ab 1927 bis 1934 Mitherausgeber von Die neue deutsche Schule.
- Zur Neugestaltung des Geschichtsunterrichts. Vortrag in Göttingen. Diesterweg, Frankfurt am Main 1924.
- Methodik des Geschichtsunterrichts an höheren Lehranstalten. 1928.
- mit Walther Hofstaetter: Sachwörterbuch der Deutschkunde. Teubner, Leipzig 1930.